# Angón
Angón es un municipio y localidad española de la provincia de Guadalajara, en la comunidad autónoma de Castilla-La Mancha. El término municipal tiene una población de 7 habitantes (INE 2024).

## Símbolos
El escudo heráldico que representa al municipio fue aprobado en 1993 con el siguiente blasón:

Escudo tradicional: De verde, un castillo de dos torres sobre un monte, ambos de plata; la bordura de gules, cargada de castillos de oro. Va timbrado con la corona real española.
Diario Oficial de Castilla-La Mancha n.º 10 de 10 de febrero de 1993

## Geografía
La localidad está situada a una altitud de 996 m sobre el nivel del mar. Pascual Madoz en la entrada para Angón de su Diccionario geográfico-estadístico-histórico de España y sus posesiones de Ultramar (1847) menciona que la localidad está situada «entre dos cerros a la umbría».
| Noroeste: Robledo de Corpes           | Norte: La Bodera | Noreste: Rebollosa de Jadraque |
| Oeste: Pálmaces de Jadraque y Atienza |                  | Este: Viana de Jadraque        |
| Suroeste: Pálmaces de Jadraque        | Sur: Negredo     | Sureste: Viana de Jadraque     |

## Historia
Hacia mediados del siglo XIX, el lugar tenía contabilizada una población de 227 habitantes. La localidad aparece descrita en el segundo volumen del Diccionario geográfico-estadístico-histórico de España y sus posesiones de Ultramar de Pascual Madoz de la siguiente manera:

ANGON: I. con ayunt. de la prov. de Guadalajara (9 leg.), part. jud. de Atiénza (2), aud. terr. y c. g. de Madrid (19), adm. de rent. y dióc. de Sigüenzá (3): sit. entre dos cerros á la umbría, le dominan los aires N. y E. que producen clima frio, y enfermedades de reumas y catarrales: tiene 80 casas y la consistorial que sirve de cárcel y escuela, desempeñada por el secretario de la misma corporacion que percibe por ambos conceptos 32 fan. de trigo, y asisten 22 niños: dos fuentes á la entrada del pueblo, de buenas aguas, para el uso del vecindario; igl. parr. con el titulo de Sta. Catalina, y en las afueras una ermita dedicada á Ntra. Sra. de la Soledad. Confina el térm. por N. con el de Rebollosa; E. Colada, comun de Santiuste; S. Negredo; O. Palmaces, á dist. todos de 1/4 lef. y comprende 2,255 fan. de las que se cultivan 1,675, siendo 330 de primera calidad, 554 de segunda y las restantes de tercera; el terreno es de secano con dos montes huecos, el uno de carrascal sit. al SO. del l. y el otro de roble al NO.: los caminos son locales y pasa muy cerca al E. la carretera de Madrid á Pamplona; se recibe el correo en Jadraque por los mismos interesados: prod. trigo, cebada, centeno, avena y escasas legumbres por falta de riego: se mantiene algun ganado lanar, cabrío, de cerca y vacuno para las labores, y se cria alguna caza menor: pobl.: 65 vec. 227 alm. cap. prod. 919,167 rs. imp. 110,300, cont. 4,847 rs. 25 mrs.
(Madoz, 1845, pp. 311-312)

## Demografía
Angón cuenta con una población de 7 habitantes (INE 2024).
| Gráfica de evolución demográfica de Angón entre 1842 y 2021                                                         |
| |
| Población de derecho según los censos de población del INE Población de hecho según los censos de población del INE |

## Patrimonio

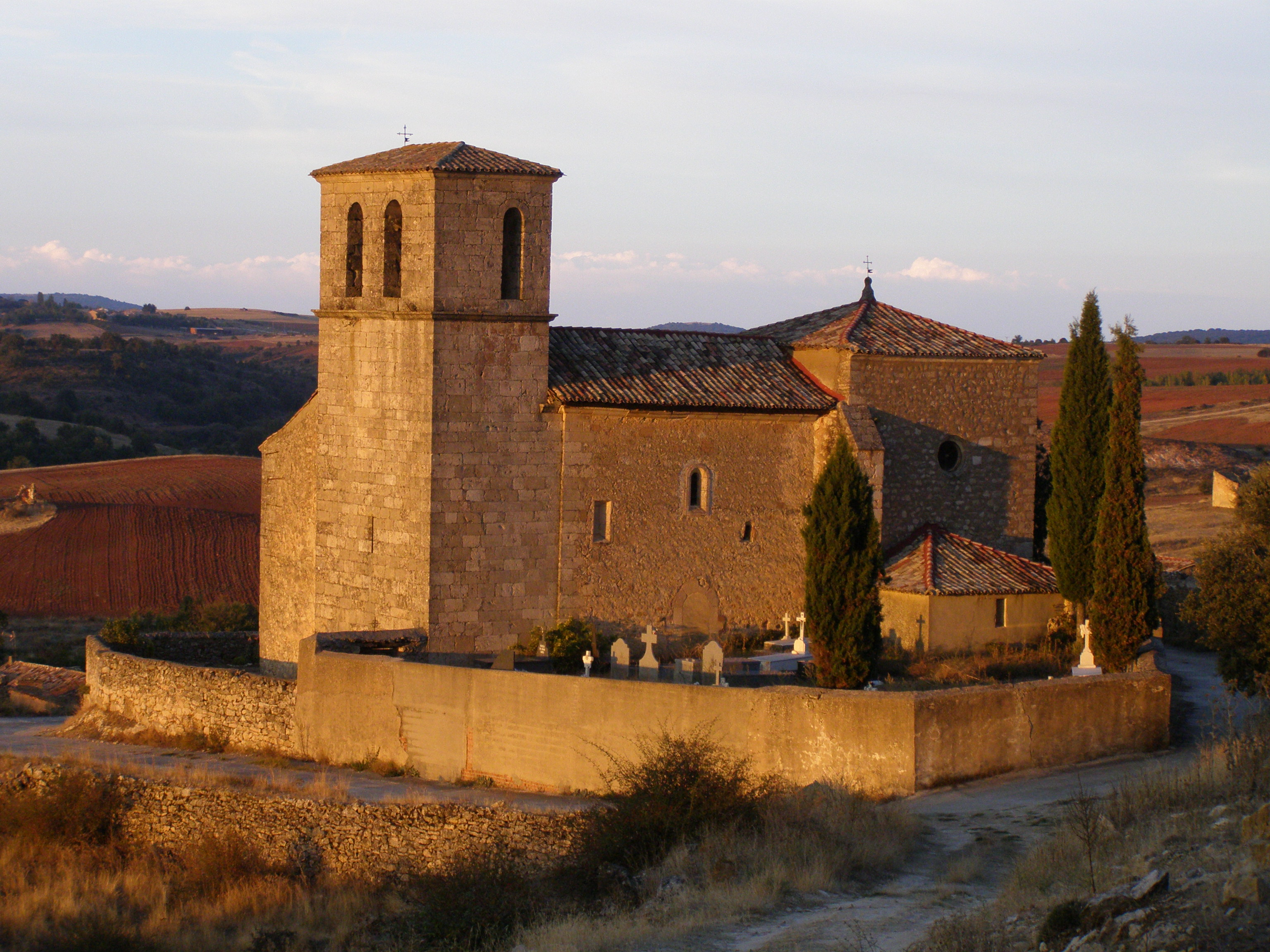
Iglesia de Santa Catalina.

- Iglesia de Santa Catalina[5] (siglo XVI), construida sobre primitiva planta románica.
- Ermita.
- Castillo de Inesque (en ruinas).
- Algunas casas representativas de la arquitectura popular serrana.

## Fiestas tradicionales
- San Blas (3 de febrero)
- Santa Catalina (25 de noviembre)